# 面子 (麻雀)
面子（メンツ）とは、麻雀用語で、牌の組み合わせのことを言い、狭義には順子、刻子、槓子のいずれか（完成面子）のことを言う。麻雀であがるためには七対子と国士無双の例外を除き、四面子一雀頭、すなわち4つの完成面子と1つの対子を作る必要がある。なお、対戦相手の顔ぶれを意味する場合もある。

## 完成面子

### 順子
順子（シュンツ・ジュンツ）は、同種の数牌で数字が「2・3・4」「6・7・8」のように連続している3枚組である。
手の内で作ったものを暗順子または暗順、吃（チー）して作った物を明順子または明順と呼ぶが、これらの用語は一般にはあまり用いられない。
- （暗順子）
- （明順子）

なお、ドラ表示牌からドラを決める（次の牌をドラとする）場合と違い、順子では1と9はつながらず、また字牌は順子にならない。従って、以下のような3枚はひとつの順子とは認めない。
符計算の上では、順子自体には暗順子・明順子ともに符がつかないが、順子に関する待ち方のうち、嵌張待ち及び辺張待ちには2符がつく（両門待ちには符はつかない）。

#### 順子で作られる役
- 平和
- 一盃口
- 一気通貫
- 三色同順
- 二盃口

### 刻子
刻子（コーツ） は、同じ牌を3枚集めた1組のことである。数牌でも字牌でも作ることが出来る。
手の内で作ったものを暗刻子（アンコーツ）または暗刻（アンコ）、碰（ポン）して作った物を明刻子（ミンコーツ）または明刻（ミンコ）と呼ぶ。またシャンポン待ちで和了牌によってできた刻子は、ツモ和了の場合暗刻子、ロン和了の場合明刻子として扱われる。
暗刻子・明刻子を問わず刻子を4つ作る役が対々和、暗刻子を3つ作る役が三暗刻、暗刻子を4つ作る役が四暗刻である。
なお刻子という用語は、広義では後述の槓子も含むものと解されることがある。
- （暗刻子）
- （明刻子）

符計算の上では、中張牌の明刻子2符を最小として、暗刻子であれば2倍、ヤオ九牌であれば2倍となる。すなわち、ヤオ九牌の明刻子は4符、中張牌の暗刻子は4符、ヤオ九牌の暗刻子は8符となる。

#### 刻子で作られる役
- 役牌
- 三色同刻
- 対々和
- 三暗刻
- 小三元
- 混老頭
- 四暗刻
- 大三元
- 四喜和
- 清老頭

四暗刻を除くと、食い下がるものや門前限定のものは存在しない。

### 槓子
槓子（カンツ）は、槓をして同じ牌を4つ1組にして晒したもののこと。4枚組になっているが、刻子としても扱う。そのため槓子は広義の刻子に含まれることがある。刻子と同じく、数牌でも字牌でも作ることが出来る。
暗刻子の3枚と同じ牌をまた引いて4枚にするなどして、手の内の4枚を槓したものを暗槓子という。また、暗刻子の3枚と同じ牌を他家の捨て牌より取って4枚にしたもの（大明槓）及び明刻子の3枚と同じ牌を自分で引いて、または手の内に持っているのを付け加えた物（加槓）を総称し明槓子という。なお、晒した面子が暗槓子のみの場合は、引き続き門前として（ドラの枚数や符などの計算以外では、暗刻子の場合と同様に）扱う。
槓子を3つ作ると三槓子、4つ作ると四槓子という役になる。また、複数人で合計4回の槓が行われると、四開槓により流局となるルールもある（四槓散了）。
- （暗槓子）
- （大明槓による明槓子）
- （加槓による明槓子[1]）

符計算の上では、槓子は対応する性質の刻子の4倍の符がつく。すなわち、中張牌の明槓子は8符、ヤオ九牌の明槓子は16符、中張牌の暗槓子は16符、ヤオ九牌の暗槓子は32符となる。このヤオ九牌の暗槓子32符は符計算上最も高い符が得られる加符要素であり、これがあると60符以上が確定するため、1翻増加程度の価値を持つことになる。
なお、槓子は槓を宣言しないと槓子とはみなされない。順子の一部と暗刻3枚として使っている場合など、手の内に4枚あるものは、槓子とは言わず「4枚使い」と言う。
（例）
五萬が4枚あるが、槓を宣言していないので槓子とはみなされない。

#### 槓子で作られる役
- 三槓子
- 四槓子

それ以外に、槓に関係のある役としては、嶺上開花と搶槓がある。

## 未完成面子
未完成面子とは、あと1枚で完成面子となる牌の集まりをいう。

### 対子
対子（トイツ）は、同じ牌の2枚組のこと。あと1枚同じ牌が加われば刻子になる。四面子一雀頭のあがり形においては必ず一組対子が必要とされ、この対子を特に雀頭（ジャントウ）と呼ぶ。また、対子を7組集めると七対子という役になる。
など。
2つの対子があり、どちらかが刻子、もう片方が雀頭になればあがれる聴牌の形を双碰待ち（シャンポンまち）といい、面子が4つ完成していて、残りの1枚に同じ牌が重なって雀頭になればあがれる聴牌形を単騎待ち（タンキまち）という。

### 搭子
搭子（ターツ）は、順子を構成する3枚の内1枚が欠けた2枚組のことである。表記揺れとして塔子と書かれることもある。その欠けている牌の位置により3種類に分かれる。

#### 両門搭子
両門搭子（リャンメンターツ）は、搭子の内2枚が連番となっており、その両側どちらを付け加えても順子になるものを指す。順搭子と言う場合もある。この部分が完成すればあがれる状態で聴牌している形を両門待ち（リャンメンマチ）と呼ぶ。
やなど。

#### 辺搭子
辺搭子（ペンターツ）は、搭子の内1・2および8・9となっているものを指す。前者は3、後者は7を付け加えると順子になる。順子のところで先述したとおり、9と1はつながっていないため、連番で構成されている搭子でありながら順子を完成させるために必要な牌は1種類となる。この部分が完成すればあがれる状態で聴牌している形を辺張待ち（ペンチャンマチ）と呼ぶ。なお、辺搭子を辺張搭子と言う場合もある。
やなど。

#### 嵌搭子
嵌搭子（カンターツ）とは、順子の真ん中の1枚が抜けている搭子を指す。嵌張搭子と言う場合もある。この部分が完成すればあがれる状態で聴牌している形を嵌張待ち（カンチャンマチ）と呼ぶ。
やなど。
2つの嵌搭子が複合した形を両嵌（リャンカン）という。いずれかの嵌張が埋まれば順子となる。
やなど。

## 面子に関連する用語
同色の数牌の数字の連続によって搭子や順子を構成することを、横に伸ばすという。それに対して、同種の牌を重ねて対子や刻子、槓子を構成することを、縦に伸ばすという。

## 複合面子
完成面子に1枚以上の牌が複合した形。面子や搭子に分解できるパターンが複数ある。
（例）
この形の場合、  という分け方と、  という分け方ができる。
（例）
この形の場合、  という分け方と、  という分け方ができる。
搭子の複合によって、待ちが複雑になる場合がある。詳細は聴牌のページを参照のこと。

## 面子多々
面子多々（メンツターター）とは、手の内に完成・未完成面子が合計6個以上ある状態、もしくは完成面子と搭子が合計5個以上ある状態を言う。ただし七対子が狙える程度に対子が多ければ面子多々とは言わない。面子過多と誤記されることもある。分かりやすく面子オーバーとも呼ばれる。
七対子を除けば一つの手で使える面子は5個、順子・搭子に限れば4個までであるので、1つか2つの面子が余っている状態である。有効に使えない余分な面子を抱えてしまった状態と言えるが、受け入れの広い形でもある。いずれにせよ将来どれかの面子を捨てることを前提に手を進める必要がある。
（例）
123と678の三色同順をどちらも狙えそうな形ではあるが、両方を作ることは出来ないので、123,678どちらかの搭子2つが将来切られるであろう事がこの時点で分かる。